# Gavrilov (månekrater)
Gavrilov er et nedslagskrater på Månen. Det befinder sig på Månens bagside og er opkaldt efter to sovjetiske videnskabsmænd, raketingeniøren Aleksandr I. Gavrilov (1884 – 1955) og astronomen Igor B. Gavrilov (1928 – 1982).
Navnet blev officielt tildelt af den Internationale Astronomiske Union (IAU) i 1970. 

## Omgivelser
Gavrilovkrateret ligger syd for det stærkt eroderede Vernadskiykrater og nord for Vetchinkinkrateret.

## Karakteristika
Dette er et cirkulært og forholdsvis symmetrisk krater, hvis ydre rand er noget eroderet. Der ligger nogle småkratere i den østlige halvdel af kraterets indre, og der findes en lille central forhøjning nær kratermidten.

## Satellitkratere
De kratere, som kaldes satellitter, er små kratere beliggende i eller nær hovedkrateret. Deres dannelse er sædvanligvis sket uafhængigt af dette, men de får samme navn som hovedkrateret med tilføjelse af et stort bogstav. På kort over Månen er det en konvention at identificere dem ved at placere dette bogstav på den side af satellitkraterets midte, som ligger nærmest hovedkrateret. Gavrilovkrateret har følgende satellitkratere:
| Gavrilov | Længde  | Bredde   | Diameter |
| -------- | ------- | -------- | -------- |
| A        | 19.6° N | 131.9° Ø | 26 km    |
| K        | 15.0° N | 132.5° Ø | 38 km    |